# Медаль «За покорение Западного Кавказа»
Медаль «За покорение Западного Кавказа» — государственная награда Российской империи. Учреждена в ознаменование завершения Кавказской войны.

## Основные сведения
Медаль «За покорение Западного Кавказа» — предназначалась для награждения лиц, имевших отношение к завершению покорения Черкесии. Учреждена 12 (24) июля 1864 года, по указу императора Александра II, данному военному министру Д. А. Милютину. Одновременно с медалью был учреждён крест «За службу на Кавказе».

## Порядок награждения
Медалью награждались следующие лица:
- Все чины армии, в том числе генералы, офицеры, нижние чины, как строевые, так и нестроевые, участвовавшие в боевых действиях в Западном Кавказе с 1859 по 1864 год;
- Войска местной милиции, различные волонтёры, участвовавшие в сражениях;
- Чиновники, священники и медики, находившиеся при войсках в период военных действий и исполнявшие свои обязанности во время боевых экспедиций;
- С 2 (14) ноября 1864 года также награждались служащие морского ведомства[3][5][6], принимавшие участие в сражениях и десантных операциях.

## Описание медали
Это серебряная медаль, диаметр 28 мм. На лицевой стороне изображён погрудный портрет Александра II. Под обрезом плеча расположена подпись медальера — «Н. КОЗИНЪ Р.» (Николай Козин резал). На оборотной стороне вдоль края по кругу надпись: «ЗА ПОКОРЕНІЕ ЗАПАДНАГО КАВКАЗА». Внизу, между началом и концом надписи, небольшая четырёхлепестковая розетка. В центре в одну строку горизонтально указаны годы боевых действий по завершению покорения Черкесии: «1859-1864».
На Санкт-Петербургском монетном дворе всего было отчеканено более 211 000 медалей в период с 1864 по 1867 год. Существует также ряд вариантов медали частной работы. Они могут существенно отличаться от медалей, выпущенных на монетном дворе по деталям изображения и размерам. Известны варианты, выполненные не только в серебре, но и в светлой и тёмной бронзе с последующим серебрением.
Известны также фрачные варианты медали.

## Порядок ношения
Медаль имела ушко для крепления к колодке или ленте. Носить медаль следовало на груди. Лента медали — комбинированная Георгиевско- Александровская. Её следует отличать от Александровско-Георгиевской ленты медали «В память русско-японской войны».
С 13 (26) августа 1911 года, по указу Николая II, раненые и контуженые в боях получили возможность носить эти медали на ленте с бантом.

## Изображения медали

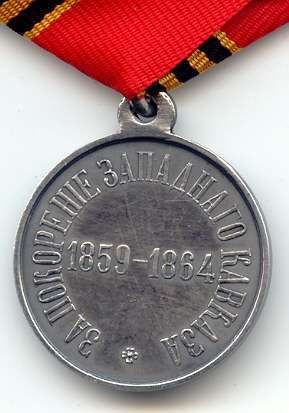
Реверс с лентой, новодел
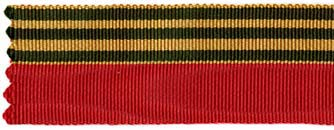
Лента